# Meia Hora de Cinismo
Meia-Hora de Cinismo é uma peça teatral brasileira do dramaturgo José Joaquim de França Júnior, escrita enquanto o autor ainda era estudante da Faculdade de Direito de São Paulo. Sua estreia se deu em 18/07/1861, sobre o palco do Theatro São Paulo, com a companhia de Furtado Coelho e de Eugénia Câmara.  Foi publicada no mesmo ano, pela Typographia Imparcial de J. R. de A. Marques. 

## Enredo
O enredo, que é organizado em um único ato e em 14 cenas, tematiza a vida dos estudantes da Faculdade de Direito de São Paulo, com destaque para seus divertimentos e para suas preocupações. O calouro Trindade tem conflitos com os alunos de anos mais avançados do curso, enquanto Macedo, aluno do quarto ano, precisa encontrar um meio de pagar o que deve ao credor Jacó. Toda a ação se desenrola dentro do quarto do calouro. 

## Personagens
- Nogueira — estudante de segundo ano, interpretado por Furtado Coelho.
- Frederico — estudante do curso preparatório
- Neves — estudante de terceiro ano
- Macedo — Dito do 4º ano
- Trindade — Calouro, interpretado por d. Eugênia Câmara.
- Jacó — Negociante
- Oficial de Justiça